# Edward Kennedy
Edward Moore "Ted" Kennedy (født 22. februar 1932, død 25. august 2009) var en amerikansk politiker, der var demokratisk senator fra Massachusetts fra 1962 til sin død. Han var et af de mest prominente medlemmer af Kennedyklanen. Han var yngre bror til præsident John F. Kennedy og senator Robert F. Kennedy, som begge blev snigmyrdet.

## Familie og ungdom
Kennedy var det yngste af ni børn af Joseph P. Kennedy Sr. og Rose Fitzgerald Kennedy. Han gik på Fessenden School og senere Milton Academy og startede på Harvard College i 1950. Han blev tvunget til at trække sig tilbage i to år fra Harvard i maj 1951, da han blev fanget i at snyde til sin sidste eksamen i spansk. Kennedy var derpå i hæren i to år med tjenestested i SHAPE-hovedkvarteret i Paris. Efter de to år vendte han tilbage til Harvard og blev færdig i juni 1956. I 1955-udgaven af Harvard/Yale football game (vundet af Yale 21-7) greb Kennedy Harvards enste touchdown. I 1958 gik han på Hague Academy of International Law. Han fik sin juraeksamen fra University of Virginia og fik lov til at praktisere via Massachusetts bar i 1959. Mens han studerede jura ledede han sin bror Johns 1958 kampagne for at blive genvalgt til senatet.
Han boede i Hyannisport, Massachusetts, hvor han levede sammen med sin anden kone, Victoria Reggie Kennedy, en Washington-advokat og datter af en dommer fra Louisiana, og hendes børn, Curran og Caroline. Han har tre voksne børn fra sit første ægteskab med Virginia Joan Bennett, som han mødte, da han holdt en tale på Manhattanville College: Kara (f. 1960), Edward Jr. (f. 1961) og Patrick og fem børnebørn. Efter mordene på hans brødre, John og Robert (i 1963 og 1968), påtog han sig en rolle som "surrogatfar" for deres 13 børn.
I 1960 blev Kennedy valgt til Senatet for Massachusetts i en specialafstemning, da der skulle findes en erstatning for broderen John, som var blevet valgt til præsident. Han blev valgt til en fuld seksårig periode i 1964 og blev siden genvalgt i 1970, 1976, 1982, 1988, 1994, 2000 og 2006.

## Chappaquiddick
Den 18. juli 1969 var Kennedy til en fest på Chappaquiddick Island nær øen Martha's Vineyard, Massachusetts. Festen samlede de personer, der havde arbejdet ved hans bror Roberts 1968-præsidentkampagne. Alle på nær en af de mandlige gæster var gift og deltog uden deres koner, og alle de kvindelige gæster var singler. Kennedy kørte væk med gæstdeltageren Mary Jo Kopechne som passager i sin 1967 Oldsmobile Delmont 88. Ifølge Kennedy kørte han forkert ud på en uoplyst vej, som ledte mod Dike Bridge (også stavet Dyke Bridge), en træbro uden gelænder, og kørte ud over siden på broen. Bilen faldt i Poucha Pond, som på det sted er en kanal, og faldt til ro med undersiden opad under vandet. Kennedy var i stand til at svømme væk fra køretøjet, men det var Kopechne ikke. Kennedy hævder, at han prøvede at svømme ned til hende flere gange, hvorefter han tog en pause på bredden et par minutter inden han vendte tilbage til Lawrence Cottage hvor festen havde fundet sted.
Joseph Gargan (Kennedys fætter) og fest-medværten Paul Markham vendte derpå tilbage til søen sammen med Kennedy og prøvede at redde Kopechne. Selvom der var en telefon i Lawrence Cottage, var der ingen, der ringede efter hjælp. Da de ikke kunne redde Kopechne, besluttede Kennedy at vende tilbage til sit hotel på fastlandet. Da færgen Edgartown-Chappaquiddick ikke sejlede om natten, svømmede Kennedy over den godt 150 m brede kanal.
Kennedy diskuterede ulykken med flere personer inklusive sin advokat og Kopechnes forældre, før han kontaktede politiet mere end 10 timer efter ulykken.
Den næste morgen hævede politiet Kennedys bil. Kopechnes lig blev opdaget af dykkeren John Farrar, som observerede at en stor mængde luft blev frigivet fra bilen, da den blev vendt i vandet, og at bagagerummet, da det blev åbnet, var bemærkelsesværdigt tørt. Disse observationer sammen med den position, dykkeren fandt liget i (med hovedet ned mod gulvet hvor der ville være luft, da bilen lå på taget), har fået nogle til at spekulere i, at Kopechne ikke var druknet, men var blevet kvalt i en luftlomme inde i bilen. Der blev ikke foretaget en obduktion, så dødsårsagen er ukendt.
Hændelsen blev hurtigt en skandale. Kennedy blev kritiseret for muligvis at have været fuld, da han kørte, for ikke at have reddet Kopechne, for ikke at have tilkaldt hjælp med det samme og for at have kontaktet sin advokat først og ikke politiet.
Kennedy erklærede sig skyldig i at have forladt et ulykkessted efter at have forvoldt skade. Han modtog en dom på to måneders fængsel, som dog blev suspenderet. En storjury i Edgartown genåbnede senere sagen, men kom ikke med en sigtelse.

## Præsidentielle ambitioner
Kennedy afslog de støtter, som opfordrede ham til at stille op til præsidentvalgene i 1972 og 1976 ved at henvise til familieforbehold i lyset af mordene på hans brødre. Til sidst gik han ind i kampen for at blive nomineret til præsidentkandidat for demokraterne ved præsidentvalget i 1980. Kampagnen var usædvanlig, da han kæmpede imod den siddende præsident, Jimmy Carter fra hans eget parti. Det lykkedes ikke for Kennedy at blive nomineret; det blev Carter - som dog tabte selve valget til Ronald Reagan fra det republikanske parti.

## Kennedy i Danmark
I 1971 rejste Kennedy England og Norden rundt for at sætte sig nærmere ind i landenes sundheds- og sociallovgivninger. Om forholdene i Sverige skrev han bl.a.: 
"Hvis børnedødeligheden i USA var så lav som i Sverige ville halvtreds tusinde færre amerikanske babyer have været død sidste år [red. 1970]."
Kennedy hæftede sig også ved det danske velfærdssamfund. Han fandt det yderst beundringsværdigt, at man i Danmark kunne få kvalificeret lægehjælp uden nødvendigvist at være særligt højt bemidlet. 

### Kritik af Danmarks seksuelle liberalisme
På trods af sin betagethed af det danske sundhedssystem var det dog ikke alt i det danske samfund, som Kennedy var tilhænger af. To år efter sit besøg i Danmark skrev Kennedy om sit syn på fri abort af ufødte, som ved lov netop samme år (1973) var blevet gjort muligt i Danmark. Med sin  katolske baggrund tilkendegav Kennedy sine følelser på området, og at han ikke fandt legaliseringen af abort efter ønske i overensstemmelse med de værdier, som de vestlige civilisationer placerer på menneskelivet. Om ufødtes rettigheder skrev han bl.a.:
"Ønsket eller uønsket tror jeg på, at menneskeliv, selv fra dets første stadier, har visse rettigheder som bør anerkendes – retten til at blive født, retten til kærlighed, retten til at vokse sig ældre."
Kennedy fandt, at der var tilstrækkelig adgang til fødselskontrol og muligheden for bortadoption til, at provokeret suspendering af svangerskabet er til at undgå.